# Homare Sawa
Homare Sawa (澤穂希, さわ ほまれ Sawa Homare?, n. 6 septembrie 1978, Fuchū, Tokio) este o fotbalistă japoneză, membră a echipei INAC Kobe Leonessa.
La Campionatul Mondial de Fotbal Feminin 2011 a fost desemnată „Cea Mai Bună Jucătoare a Finalei”, „Golghetera Competiției” (5 goluri), „Cea Mai Bună Jucătoare a Turneului” și a fost selecționată în echipa All-Stars.
A început să joace fotbal în mod organizat la vârsta de 8 ani ca singura fetiță într-o echipă de băieți. În prima Ligă japoneză a debutat la vârsta de 12 ani, iar debutul în națională a avut loc la vârsta de 15 ani, în primul meci, împotriva selecționatei Filipinelor, înscriind 4 goluri.
A  fost desemnată „Fotbalista Anului 2011”.